# Jeremiah Azu
Jeremiah Azu (Roterdão, Países Baixos, 15 de maio de 2001) é um desportista britânico que compete em atletismo, especialista nas corridas de velocidade.
Nos Jogos Europeus de 2023 conseguiu uma medalha de bronze na prova de 100 m. Ganhou duas medalhas no Campeonato da Europa de Atletismo de 2022, ouro em e 4 × 100 m bronze em 100 m.

## Palmarés internacional
| Jogos Europeus     | Jogos Europeus | Jogos Europeus    | Jogos Europeus |
| Ano                | Lugar          | Medalha           | Prova          |
| ------------------ | -------------- | ----------------- | -------------- |
| 2023               | Chorzów        | Medalha de bronze | 100 m          |
| Campeonato Europeu |                |                   |                |
| Ano                | Lugar          | Medalha           | Prova          |
| 2022               | Munique        | Medalha de ouro   | 4 × 100 m      |
| 2022               | Munique        | Medalha de bronze | 100 m          |